# Lohéac (vrachtautomerk)
Lohéac was een Frans vrachtautomerk uit Grand-Couronne.
Het merk Lohéac ontstond doordat het gelijknamige transportbedrijf vrachtautos ging ontwikkelen die geschikt waren voor de werkzaamheden van het bedrijf. In 1950 kwamen de eerste trekkers van het merk Lohéac op de weg. Voor deze voertuigen werden voornamelijk afgedankte vrachtautos gebruikt van het Amerikaanse leger. In de loop der jaren ging Lohéac steeds meer onderdelen zelf ontwikkelen, en in 1980 begon het merk met het gebruik van DAF- en Scania-onderdelen. Lohéac maakte voornamelijk tankautos.